# Франсія Маркес
Франсія Елена Маркес Міна (1 грудня 1981 , Suárezd, Каука, Колумбія ) — афроколумбійська активістка з прав людини та екології в Колумбії. Вона народилася в Йоломбо, селі в департаменті Каука. Вперше вона стала активісткою у 13 років, коли її громаді загрожувало будівництво дамби.
У серпні 2020 року Маркес оголосила про свою кандидатуру на президентських виборах в Колумбії 2022 року. Коаліція Маркес — Pacto Histórico. Пізніше вона стала кандидатом у віце-президенти в президентській кампанії Густаво Петро.
У 2018 році вона була нагороджена екологічною премією Голдмана за роботу, спрямовану на припинення незаконного видобутку золота в її громаді Ла-Тома, а також за організацію громади. Маркес очолила марш протесту з 80 жінок, які пройшли 350 миль до столиці Боготи, і вимагали вилучити всіх нелегальних шахтарів з їхньої громади.
У 2019 році BBC включило Франсію Маркес до списку 100 жінок цього року.

## Особисте життя
Маркес народилася 1 грудня 1981 року в селі Йоломбо, розташованому в муніципалітеті Суарес департаменту Каука. Її батьки — шахтарі, хоча мати також фермерка і акушерка. Маркес описала своє дитинство як «…відзначене тим, що я проводила час у домі моїх бабусі й дідуся по материнській лінії, інший час з мамою, а решта з бабусею й дідусем по батьковій лінії». Маркес — агротехнікиня, яка закінчила Національну службу навчання Колумбії. У 2020 році отримала диплом юристки в Університеті Сантьяго-де-Калі.

## Президентські вибори 2022 року
У квітні 2021 року під час Національного феміністичного конвенту Франсія Маркес оголосила про свою участь у президентських виборах 2022 року. Рух «Estamos Listas» і її колега-кандидат на первинних виборах Анхела Марія Робледо запропонували свою підтримку кампанії Маркеса.
У своїй кампанії вона виступала за права жінок, афроколумбійців та корінних громад; які були значною мірою виключені з колумбійської політики.
У грудні 2021 року, після того як її кампанія не змогла зібрати необхідні підписи, щоб стати незалежною кандидатом, партія Polo Democrático Alternativo підтримала кампанію Маркес.
На первинних виборах у березні 2022 року за кандидатуру Історичного пакту Маркес досяг історичного результату в 783 160 голосів. Цей результат поставив її на друге місце після Густаво Петро — з третім за кількістю голосів серед усіх первинних кандидатів.

### Віце-президентська кампанія
23 березня 2022 року вона прийняла номінацію на посаду віце-президента за угодою на Історичний пакт, приєднавшись до Густаво Петро, на президентських виборах 29 травня 2022 року. Згодом Маркес пообіцяла, що в разі її обрання вона перенесе офіс віце-президента з Боготи до Медельїна. Петро оголосив, що в разі перемоги роль Маркес як віце-президента включатиме посилення рівності для етнічних груп і регіонів, які зазнають відчуження.

## Подальше читання
- Феррі, Елізабет і Стівен Феррі. "Гірнича справа та оборона афроколумбійської території: громада Йоломбо, Колумбія. " ReVista: Гарвардський огляд Латинської Америки (зима 2018)
- Кейн, Патрік. «Чому 22 афроколумбійки окупували міністерство внутрішніх справ Колумбії протягом п'яти днів?» HuffingtonPost.co.uk, (3 грудня 2014 р.)